# 妖精フローレンス
『妖精フローレンス』（ようせいフローレンス）は、1985年公開のサンリオのアニメーション映画である。
『星のオルフェウス』、『シリウスの伝説』などでアニメーション製作を手がけたサンリオ映画製作部が、劇場公開用として製作したアニメーション。実製作期間4年、セル画数12万枚。併映は『想い出を売る店』。配給収入は1.8億円。

## 解説
ベゴニアの花の妖精フローレンスと、オーボエ奏者の青年マイケルの、冒険と愛の物語。音楽とアニメーションの融合を演出的テーマとした本作は、商業アニメーションとしては珍しく、音楽（クラシック）の録音を先に行い、それに合わせて後からイメージボード、絵コンテ、動画を作成するという方法がとられた。音に合わせて動きを付けるこの手間のかかる手法は、ディズニーの『ファンタジア』などでも使われた。声の出演も、劇団四季（当時）の市村正親や、宝塚歌劇出身の毬谷友子、シンガーソングライターの中島みゆきなど、異色の採用であった。

## 物語
ベゴニアの妖精フローレンスに連れられて、オーボエ奏者のマイケルは、花の国へ行く。オールマイティの力を持つセンバの棒にまつわる、騒動に巻き込まれながら、花の世界を旅するマイケル。人間の世界にもどって、オーケストラ発表会で演奏することができるのだろうか……。

## スタッフ
- 製作・原作：辻信太郎
- 監督：波多正美
- 音楽監督：山本直純
- 脚本：高畠久
- 美術：阿部行夫
- 協力：マキ・プロ
- 現像：東洋現像所
- 演奏：東京フィルハーモニー交響楽団
- オーボエ演奏：宮本文昭
- バイオリン演奏：漆原啓子

## キャスト
- マイケル：市村正親
- フローレンス：毬谷友子
- ローラ：高見知佳
- ヒゲムジカ先生：小林亜星
- ムジカ：中島みゆき